# Мбаинимарама, Фрэнк
Рату Фрэнк Баинимарама (фидж. Frank Bainimarama; полное имя Хосаиа Воренге Мбаинимарама, фидж. Josaia Voreqe Bainimarama; род. 27 апреля 1954, Талиеву, Центральный округ) — контр-адмирал, фиджийский военный и политик, временный премьер-министр Фиджи с 5 января 2007 года по 24 декабря 2022 года и главнокомандующий армией с 1998 года по 2014 год.
29 мая 2000 года пришёл к власти в результате военного переворота, направленного на нейтрализацию предыдущего переворота. Возглавлял временное военное правительство Фиджи до 13 июля 2000 года, и передал власть новому правительству президента Хосефа Илоило. Ставленник Мбаинимарамы на посту премьер-министра Лаисениа Нгарасе не во всём соглашался с его инициативами, поэтому 5 декабря 2006 года Мбаинимарама произвёл военный переворот, став временным президентом страны. Восстановив в следующем году Илоило на посту президента, Баинимарама стал временным премьер-министром.
9 мая 2024 года Мбаинимараму приговорили к одному году лишения свободы за попытку воспрепятствовать отправлению правосудия.